# Bradebænk
En brad(e)bænk er ikke noget værktøj men en plads hvor skibe kølhales og bestryges med tjære; sammenlign bankestok. Det er usikkert hvorvidt ordet anvendes endnu, mens det var levende på Orlogsværftet i København da bind to af ODS gik i trykken i 1920 – om tre små moler ved beddingerne.
Ordet kommer fra tysk bragen, kalfatre.
Et stykke kaj ca. 100 meter syd for mastekranen på Holmen har navnet Bradbænken.

## Ekstern henvisning
- http://www.baskholm.dk/haandbog/haandbog.html Arkiveret 16. september 2008 hos  Wayback Machine